# Grito de Jayuya
Se conoce como Grito de Jayuya a la insurrección contra el gobierno de los Estados Unidos en Puerto Rico que se produjo el 30 de octubre de 1950 en diversas localidades de la isla, principalmente en el pueblo de Jayuya. En este municipio fue donde Blanca Canales proclamó la República Puertorriqueña y se hizo la bandera de Puerto Rico por primera vez, públicamente, bajo la soberanía de los Estados Unidos en la isla.

## El levantamiento
El 26 de octubre de 1950 Pedro Albizu Campos, presidente del Partido Nacionalista de Puerto Rico (PNPR) estaba en una reunión en Fajardo cuando recibió la noticia de que su casa en San Juan estaba rodeada por la policía. Se escapó de allí y ordenó el inicio de la revolución. 
La revuelta se tuvo que adelantar, ya que el 27 de octubre un vehículo en el cual viajaban varios miembros del PNPR fue detenido por la policía. En dicho automóvil se encontraron una gran cantidad de armas. Los líderes nacionalistas entendieron que dicha acción policial significaba una persecución a gran escala del movimiento nacionalista.

… se iniciaron el 27 de octubre de 1950, al ser interceptado un automóvil donde viajaba un grupo de nacionalistas… la policía informó el hallazgo de una gran cantidad de armas. La dirigencia nacionalista… creyó que dicha intervención policiaca significaba el comienzo de una amplia persecución de su movimiento.

Al día siguiente algunos nacionalistas causaron un motín en la cárcel estatal de San Juan. En dicho motín escaparon 112 presos y un par de guardias perdieron sus vidas. Dos de los lugares más revolucionarios una vez estallada la revuelta, el 30 de octubre de 1950, fueron Jayuya y San Juan.

El 28 de octubre de 1950 los nacionalistas provocaron un motín en la penitenciaría estatal de San Juan; 112 presos se escaparon y dos guardias fallecieron… la insurrección estalló el 30 en varios pueblos a la vez. El céntrico pueblo de Jayuya y la antigua ciudad capital contuvieron en esta ocasión dos de los focos revolucionarios más candentes, aunque hubo otros, como Arecibo, Utuado, Naranjito y Mayagüez…

Los principales escenarios de combate durante los diez días que duró la rebelión fueron Jayuya, Utuado, el ataque a La Fortaleza en San Juan y el Ataque a la Casa Blair en Washington donde residía temporeramente el presidente Harry S. Truman.

El 30 de octubre de 1950 los nacionalistas organizaron levantamientos en las ciudades de Ponce, Mayagüez, Naranjito, Arecibo, Utuado, San Juan, y Jayuya.
Blanca Canales y otros líderes nacionalistas dirigieron a los nacionalistas armados para entrar en Jayuya y atacar la comisaría. Se produjo una batalla campal entre nacionalistas y policías, con el resultado de 6 agentes heridos y 3 nacionalistas abatidos. Estos cortaron las líneas telefónicas y quemaron la oficina de correos tras hacerse con el control del pueblo. Los nacionalistas se dirigieron hacia la plaza del pueblo donde izaron la bandera de Puerto Rico (hecho prohibido entre 1898 al 1952). En la plaza del pueblo, Blanca Canales proclamó la Segunda República de Puerto Rico. El pueblo de Jayuya fue tomado por los nacionalistas durante tres días.
Estados Unidos declaró la ley marcial y envió a Jayuya la Guardia Nacional. El pueblo de Jayuya fue atacado por aire por aviones bombarderos y en tierra por artillería. Aunque parte del pueblo fue destruido, se impidió la difusión de las noticias de esta acción militar fuera de Puerto Rico.

En Jayuya los insurrectos tomaron control del pueblo por varias horas y llegaron a declarar la república. El dirigente del ataque, Carlos Irrizary Rivera, murió en combate y Elio Torresola tomó el liderato quemando el cuartel de la policía y el correo. La Guardia Nacional bombardeó con aviones los cañaverales y montañas antes de entrar al pueblo.

En Jayuya, un grupo de nacionalistas, con Carlos Irrizary, Blanca Canales y Elio Torresola a la cabeza, atacaron e incendiaron el cuartel de la policía; hubo dos muertos, incluyendo Irrizary. Muñoz activó entonces a la guardia nacional, la cual ocupó a Jayuya con gran fuerza… La casa de los Canales fue baleada… Al mediodía del 30, varios nacionalista atacaron la Fortaleza…

La Fortaleza, casa oficial del gobernador, fue atacada ese mismo día por varios nacionalistas. El ataque fue encabezado por Raimundo Díaz Pacheco, el cual falleció en el ataque junto a Manuel Torres Medina, Roberto Acevedo y Domingo Heraldo Resto.

En Utuado murieron un policía, dos soldados de la Guardia Nacional y cuatro nacionalistas en la confrontación que duró horas y que le costó la vida a un civil y a un bombero. En San Juan el ataque a La Fortaleza, donde se encontraba Luis Muñoz Marín, fue dirigido por Raimundo Díaz Pacheco quien murió en la acción junto a Manuel Torres Medina, Roberto Acevedo y Domingo Heraldo Resto.

Los principales dirigentes del PNPR fueron detenidos, entre ellos Albizu Campos y Blanca Canales, y sentenciados a largas penas de prisión. Griselio Torresola y Óscar Collazo se encontraban en los Estados Unidos, donde intentaron asesinar al presidente Harry S. Truman. El 1 de noviembre de 1950 atacaron la Casa Blair, donde perdieron la vida Torresola y un agente policial. Una de las cosas más importantes que se le puede atribuir a dicho ataque fue que ayudó a que el mundo se enterara de la inestabilidad social en la cual se encontraba Puerto Rico. Óscar Collazo fue detenido y condenado a muerte. Su condena fue conmutada a cadena perpetua por el presidente Truman. En el 1979 recibió un indulto presidencial. La casa de Canales fue reconstruida en un museo histórico.

...la revuelta se extendió al corazón político mismo de Estados Unidos. El primero de noviembre, dos nacionalistas atacaron la Casa Blair en Washington, residencia temporal del Presidente Harry S. Truman… el asalto a la Casa Blair ayudó a enfocar la atención mundial en la situación por la que atravesaba la isla.

Quizás una de las cosas más controvertidas de todo lo que fue la insurrección nacionalista fue el hecho de que la mayoría de los líderes del movimiento nacionalistas no fueron arrestados ni encarcelados por cometer actos violentos y delictivos. Tampoco lo fueron por las armas encontradas; no se les pudo vincular con nada de esto. Más bien fueron encarcelados por violaciones a la ley de la mordaza. En otras palabras fueron enjuiciados por expresar abiertamente su repudio al Gobierno puertorriqueño en varias ocasiones y por diferentes medios de comunicación.

Es importante señalar que a Albizu, como a la mayoría de sus correligionarios enjuiciados, no se le impuso su condena de cárcel por haber participado en ningún acto delictivo, ni por habérsele imputado conexión alguna con las armas encontradas en diversos lugares y adjudicadas a los nacionalistas, sino por violaciones a la ley de la mordaza, es decir, por haberse expresado en contra del gobierno insular en distintas ocasiones y por diversos medios.

## Líderes de la insurrección
1. Pedro Albizu Campos (Organizador)
2. Guillermo Rafael González Ubildes
3. José A. Ramos
4. Carlos Irizarry Rivera
5. Ismael Díaz Matos
6. Tomas López De Victoria
7. Antonio "Tonito" Colón
8. Blanca Canales Torresola
9. Heriberto Castro
10. Raimundo Díaz Pacheco (Cmte. del Ejército Libertador)
11. José Antonio Negrón
12. Elio Torresola